# アジナーラ湾
座標: 北緯40度56分0.55秒 東経8度27分41.52秒 / 北緯40.9334861度 東経8.4615333度

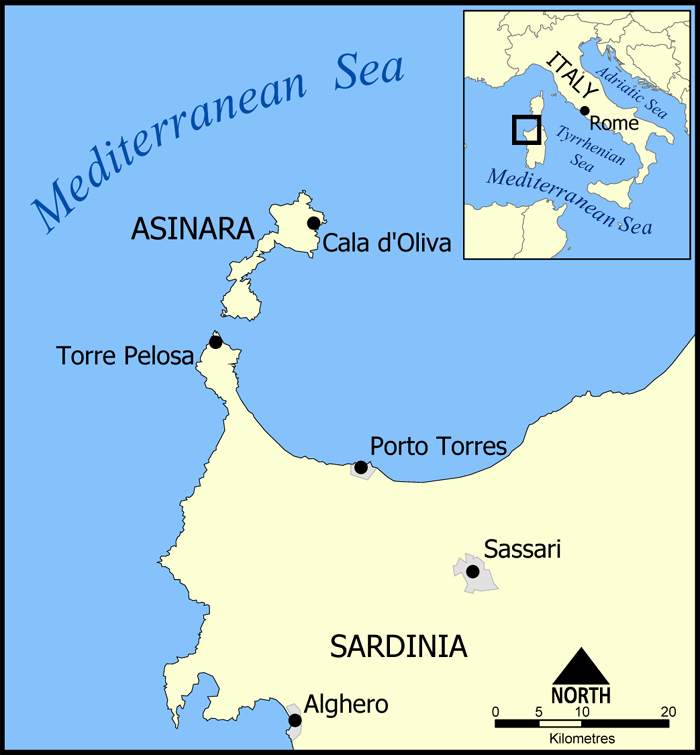
アジナーラ島(Asinara)周辺。アジナーラ湾は島の東側に広がっている。

アジナーラ湾（アジナーラわん、イタリア語: Golfo dell'Asinara、サルデーニャ語: Golfu de S'Asinara、サッサリ語(sassarese): Golfu di L'Asinara）は、サルデーニャ島北西に位置する海域で、北はアジナーラ島、西はファルコーネ岬（Capo Falcone）を境とし、北東のカステルサルド方向にテスタ岬（Capo Testa）まで広がっている。

## 沿岸の自治体
アジナーラ湾に面するコムーネ（自治体）は、（西から東へ反時計回りに）スティンティーノ、ポルト・トッレス、サッサリ、ソルソ、カステルサルド、ヴァッレドーリア、バデージ、トリニタ・ダグルトゥ・エ・ヴィニョーラ、アリエントゥとなる。

## 海水浴場
アジナーラ湾沿いには、海水浴場が各地にあり、数キロメートルの長さに及ぶものもある。スティンティーノからバデージまでの間には、ラ・ペローザ（la Pelosa）、（複数の海水浴場が連続している）レ・サリーネ〜エッツィ・マヌ〜フィウメ・サント（le Saline Ezzi Mannu e Fiume Santo）、ポルト・トッレスの港内にあるバライ（Balai）、プラタモーナ（Platamona）の長い砂浜の各所、これに続くル・バング（Lu Bagnu）/カステルサルド、さらにヴァッレドーリア、バデージ、トリニタ・ダグルトゥ・エ・ヴィニョーラとロッサ島（l'Isola Rossa）にも海水浴場がある。

## カステルサルドの海底谷
カステルサルド沖には海底谷があり、アジナーラ湾の中央では北西方向に大陸斜面が延びている。